# 4e cérémonie des Saturn Awards
La 4e cérémonie des Saturn Awards, récompensant les films sortis avant 1977 et les professionnels s'étant distingués ces années-là, s'est tenue le 15 janvier 1977.

## Palmarès
Les lauréats sont indiqués ci-dessous en premier de chaque catégorie et en gras.

### Meilleur film de science-fiction
- L'Âge de cristal (Logan's Run)
  - Embryo (Embryo)
  - Les Rescapés du futur (Futureworld)
  - Meurtres sous contrôle (God Told Me To)
  - L'Homme qui venait d'ailleurs (The Man Who Fell to Earth)
  - Network, main basse sur la télévision (Network)
  - Solaris (Solaris)

### Meilleur film fantastique
- Les Gaspards
  - Centre terre, septième continent (At the Earth's Core )
  - L'Oiseau bleu (The Blue Bird)
  - Du rififi chez les mômes (Bugsy Malone ⋅)
  - Sherlock Holmes attaque l'Orient-Express (The Seven-Per-Cent Solution)

### Meilleur film d'horreur
- Trauma (Burnt Offerings)
  - Carrie au bal du diable (Carrie)
  - House of Mortal Sin
  - Le Crocodile de la mort (Eaten Alive)
  - Soudain... les monstres (The Food of the Gods)
  - Obsession (Obsession)
  - La Malédiction (The Omen )

### Meilleur acteur
- David Bowie - L'Homme qui venait d'ailleurs

### Meilleure actrice
- Blythe Danner - Les Rescapés du futur

### Meilleur acteur dans un second rôle
- Jay Robinson -  Train Ride to Hollywood

### Meilleure actrice dans un second rôle
- Bette Davis - Trauma

### Meilleure réalisation
- Dan Curtis - Trauma

### Meilleure photographie
- Ernest Laszlo - L'Âge de cristal

### Meilleur scénario
- Jimmy Sangster - pour sa carrière

### Meilleure direction artistique
- Dale Hennesy - L'Âge de cristal

### Meilleurs costumes
- Bill Thomas - L'Âge de cristal

### Meilleure musique
- David Raksin - pour sa carrière

### Meilleurs effets spéciaux
- L.B. Abbott - pour sa carrière

### Meilleur maquillage
- William Tuttle - L'Âge de cristal

### Meilleurs décors
- Robert De Vestel (en) - L'Âge de cristal

### Meilleur artiste d'animation
- Chuck Jones - pour sa carrière

### Meilleur attaché de presse
- Don Morgan

### Prix spéciaux

#### Special Award
- King Kong

#### Life Career Award
- Samuel Z. Arkoff

#### Executive Achievement Award
- Gene Roddenberry